# Església de Likhauri
L'església de Likhauri (en georgià: ლიხაურის ღვთისმშობლის ეკლესია) és un edifici pertanyent a l'Església ortodoxa georgiana del municipi d'Ozurgueti, a la regió de Gúria, situada al sud-oest de Geòrgia. És un Monument Cultural destacat de Geòrgia.

## Història

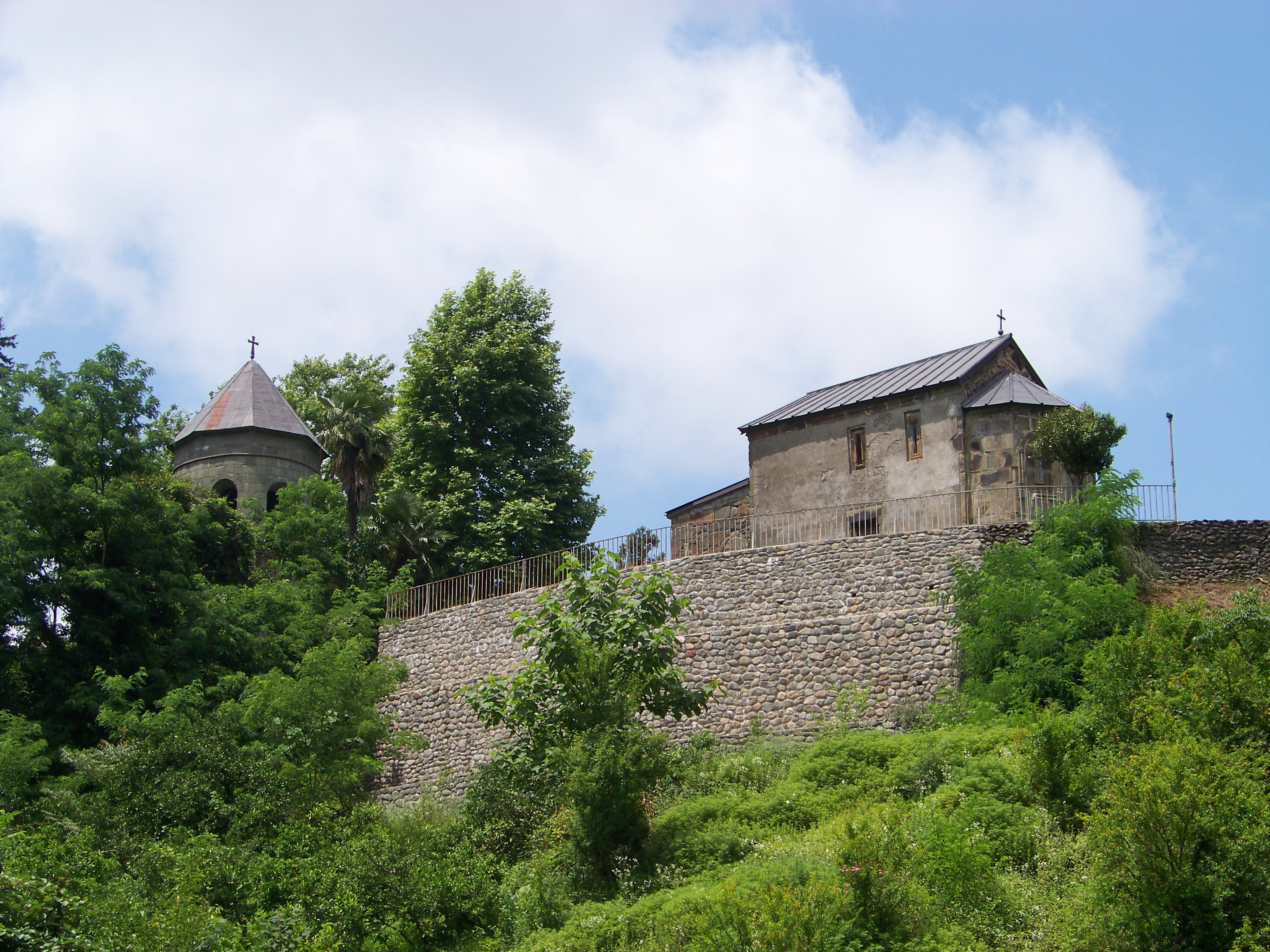
Vista general de l'església

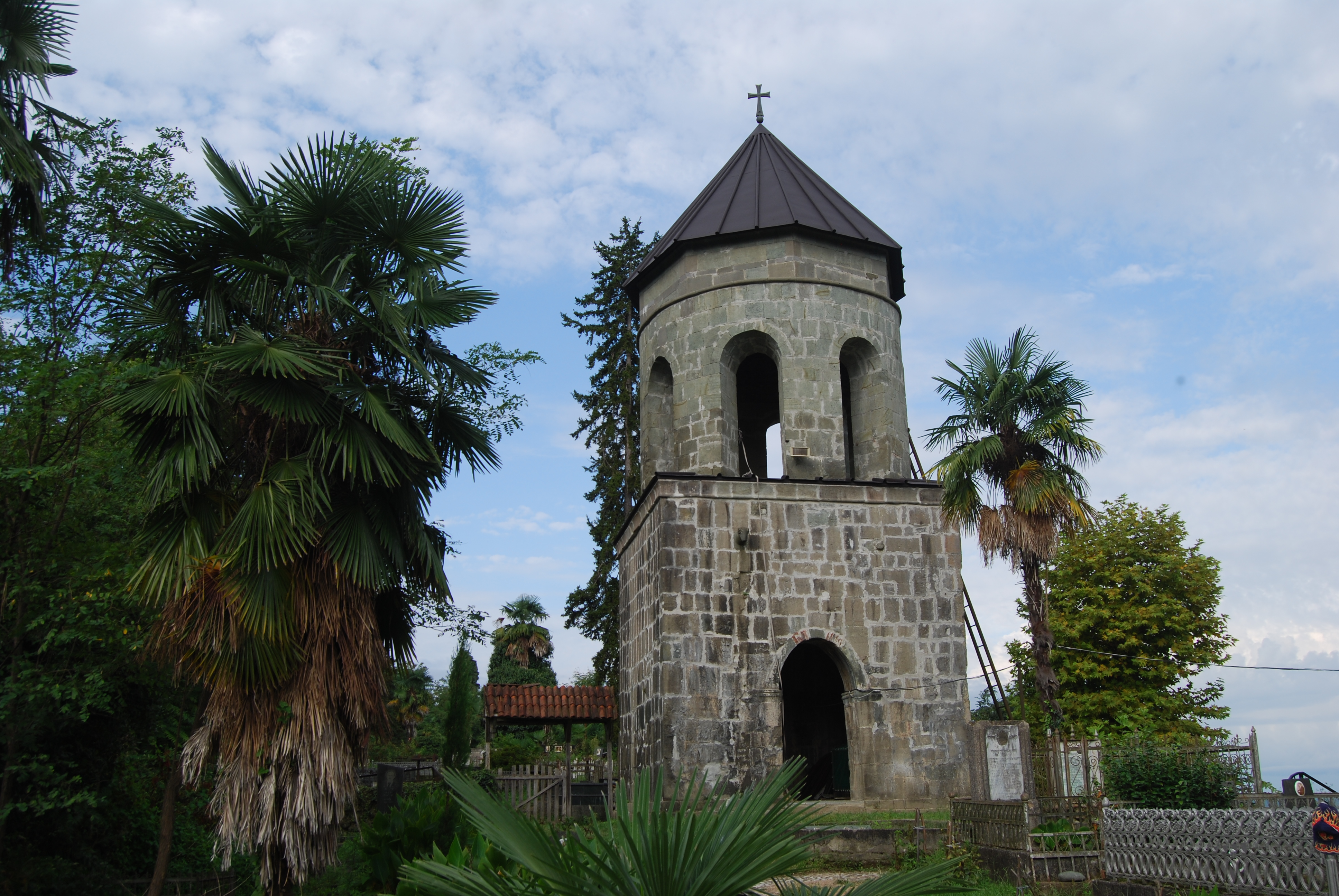
Campanar del

Segons els historiadors Ekvtime Takaishvili i Dimitri Bakradze, va ser construïda el 1352, per la dinastia dels Kajaberi de Gúria.
L'església està situada al centre del poble de Likhauri. A prop de l'església hi ha un campanar independent del segle xv que, igual que l'església, està fet de pedra tallada; en una de les seves parets hi ha una inscripció en georgià. Al mur oriental de l'església hi ha una finestra ricament decorada amb ornaments georgians geomètrics, i al mur occidental hi ha un portal. La façana sud va ser restaurada amb pedra i maons; les obres de rehabilitació es realitzaren sota el patrocini de Giorgi IV de Gúria i la seva dona Khvaremze.
Al 2010, es va construir un mur de formigó armat al territori de l'església de Likhauri per protegir el monument d'una catàstrofe natural.

## Galeria d'icones de l'església

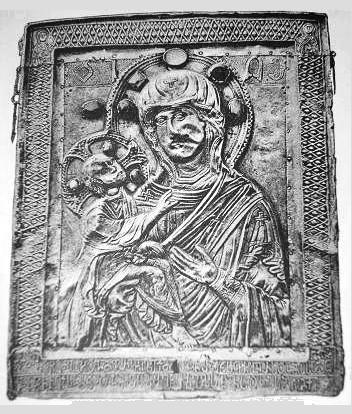
Icona de la Mare de Déu
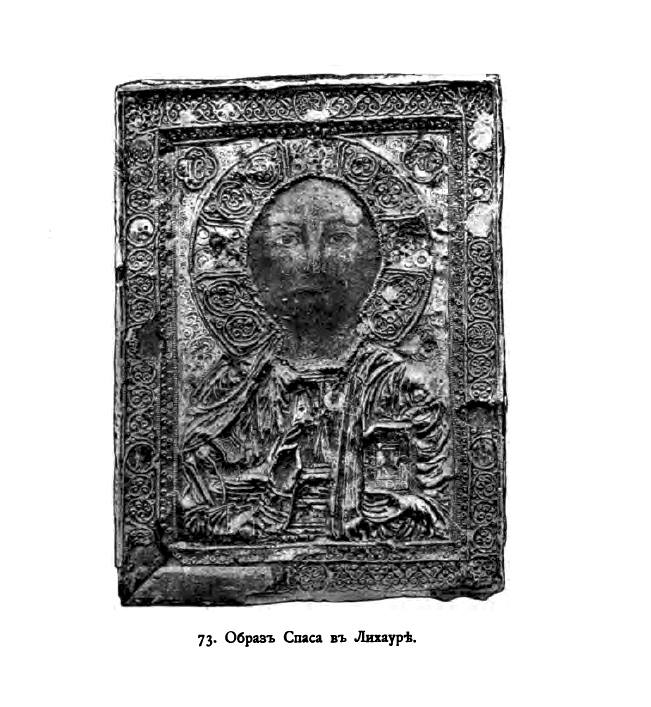
Icona del Salvador
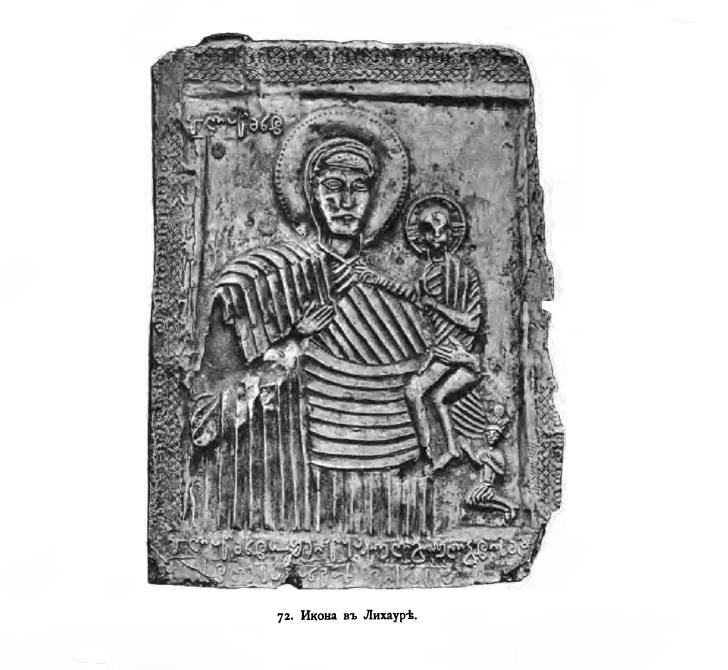
Icona de la Mare de Déu amb l'Infant
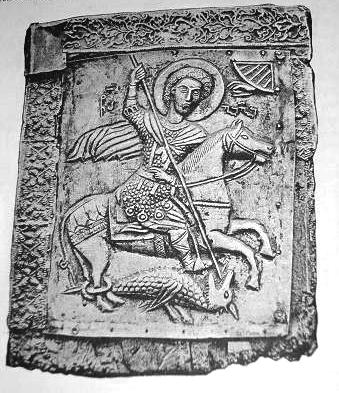
Icona de sant Jordi

## Frescs
L'església va ser totalment decorada amb pintures al fresc. Els murals de Likhura foren arrencats a la primera meitat de la dècada de 1990 quan l'església fou pintada de nou. Els seus fragments, molt danyats, es conserven a l'Acadèmia d'Art de Tbilisi i se'ls ha concedit la categoria d'objectes de patrimoni cultural. De les pintures, només dues en romanen al temple.